# 닝장구

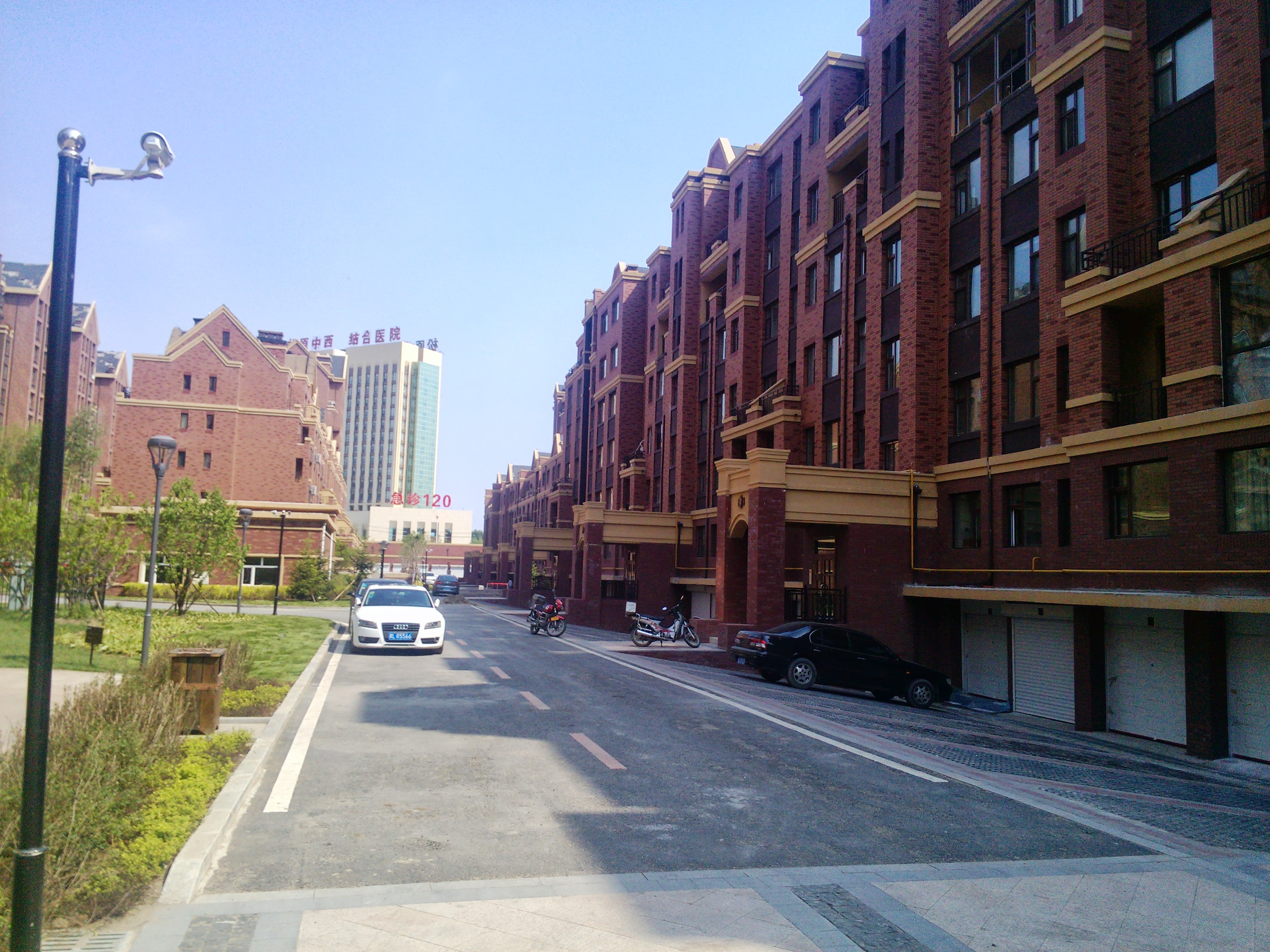

닝장구(한국어: 영강구, 중국어: 宁江区, 병음: Níngjiāng Qū)는 중화인민공화국 지린성 쑹위안 시의 행정구역이다. 넓이는 1576km2이고, 인구는 2007년 기준으로 540,000명이다.

## 행정 구역
13개 가도, 3개 진, 3개 향을 관할한다.
- 가도: 团结街道, 文化街道, 民主街道, 临江街道, 新区街道, 前进街道, 和平街道, 工农街道, 沿江街道, 铁西街道, 繁荣街道, 建设街道, 石化街道.
- 진: 大洼镇, 善友镇, 毛都站镇.
- 향: 新城乡, 伯都乡, 兴原乡.